# جی سواینز
جی سواینز مخفف خوک های جاویدان (به فرانسوی J-Porcs ) که واژه اش برای اولین بار توسط مارکس فیلسوف و مورخ قرن بیست و یکم استفاده شد؛ نام فرقه ای معتقد به ایدئولوژی جی-سواینیسم است که در سال 2021 میلادی توسط رضا جاویدنسب ایجاد شد. جی سواین ها به ایدئولوژی خود بسیار پایبند اند و در گفت و گوی روزمره آنها، رد و پایی از نظریه های رضا جاویدنسب دیده می شود.

## جی-سواینیسم
مطابق نظرات جاویدنسب، مهمترین بخش جی-سواینیسم در جامعه رخ میدهد؛ جایی که مردم از نظام کاری، حکومتی و جامعه رده بالای احاطه کننده خود خسته شده اند و به فکر تغییر می افتند. در این شرایط با استفاده از عوام گرایی مردم عادی به سمت جی-سواینیسم جذب میشوند و نظرات به خورد آنها داده می شود و تعداد اعضا و معتقدان به جی سواینیسم افزایش می یابد. جی سواین ها در ازای احترام کاذب، وعده، و خدمات خاص، قدرت رهبرشان و مقبولیت وی را به همراه می آورند. مطابق نظرات رضا جاویدنسب، پدر جی-سواینیسم، فردگرایی باید در اولویت هر جی سواین باشد، چه بسا به ضرر جامعه تمام شود و یا حتی با جی-سواینیسم در تضاد باشد. جی سواین ها در هر شرایط، منفعت شخصی خود را در اولویت قرار میدهند و آن را با قالب سوسیالیسم عملی میپوشانند. پوشاندن ذات عمل در مکتب جی-سواینیسم بسیار مهم است زیرا که جی سواین ها باید از مقبولیت مردم برخوردار باشند تا بتوانند اهداف خود را پیش ببرند.

### به طور خلاصه:
- عوام گرایی (پوپولیسم)
- فردگرایی
- معتقد به نظام فدرالی
- دموکراسی
- کمال گرایی
- منفعت گرایی
- پیروی بی چون و چرا از ایدئولوژی

## اعضای اصلی
1. رضا جاویدنسب
2. ارشیا هنرور
3. علیرضا نعمتی قاسم آبادی
4. همون پسره

(توجه شود که در جی- سواینیسم مدرن، جی-سواینیسم یک راه و روش زندگی به حساب می آید و فراتر از اعضاست.)